# L'Isle-Bouzon
L'Isle-Bouzon är en kommun i departementet Gers i regionen Occitanien i sydvästra Frankrike. Kommunen ligger i kantonen Saint-Clar som tillhör arrondissementet Condom. År 2022 hade L'Isle-Bouzon 248 invånare.

## Befolkningsutveckling
Antalet invånare i kommunen L'Isle-Bouzon
Referens:INSEE